# SN 2006le
SN 2006le – supernowa typu Ia odkryta 26 października 2006 roku w galaktyce UGC 3218. W momencie odkrycia miała maksymalną jasność 18,00m.